# Om en pojke (film)
Om en pojke (engelska: About a Boy) är en brittisk-amerikansk-fransk-tysk romantisk dramakomedifilm från 2002 i regi av Chris Weitz och Paul Weitz. Filmen är baserad på Nick Hornbys roman Om en pojke men skiljer sig avsevärt från denna. I huvudrollerna ses Hugh Grant, Nicholas Hoult, Toni Collette och Rachel Weisz.

## Handling
38-årige Will Freeman har kommit på att man kan ragga på unga ensamstående mammor. På ett sådant möte träffar han Suzie, väninna till Fiona och hennes 12-årige son Marcus. Marcus tycker att Will är ganska cool och dessutom är Wills lägenhet en tillflyktsort för att slippa gå hem till sin gråtande mamma. Marcus mamma har försökt ta livet av sig flera gånger.

## Rollista i urval
- Hugh Grant - Will Freeman
- Nicholas Hoult - Marcus Brewer
- Toni Collette - Fiona Brewer
- Rachel Weisz - Rachel
- Natalia Tena - Ellie
- Sharon Small - Christine
- Nicholas Hutchinson - John
- Victoria Smurfit - Suzie
- Isabel Brook - Angie
- Ben Ridgeway - Lee, mobbaren
- Jenny Galloway - Frances / SPAT
- Augustus Prew - Ali
- Tim Rice - sig själv

## Nomineringar och utmärkelser
- Oscar
  - Nominerad: Bästa manus efter förlaga
- BAFTA
  - Nominerad: Bästa kvinnliga biroll (Toni Collette)
  - Nominerad: Bästa manus efter förlaga
- Golden Globes
  - Nominerad: Bästa film (komedi eller musikal)
  - Nominerad: Bäst manliga huvudroll i en komedi eller musikal (Hugh Grant)